# Palazzo di Città (Campagna)

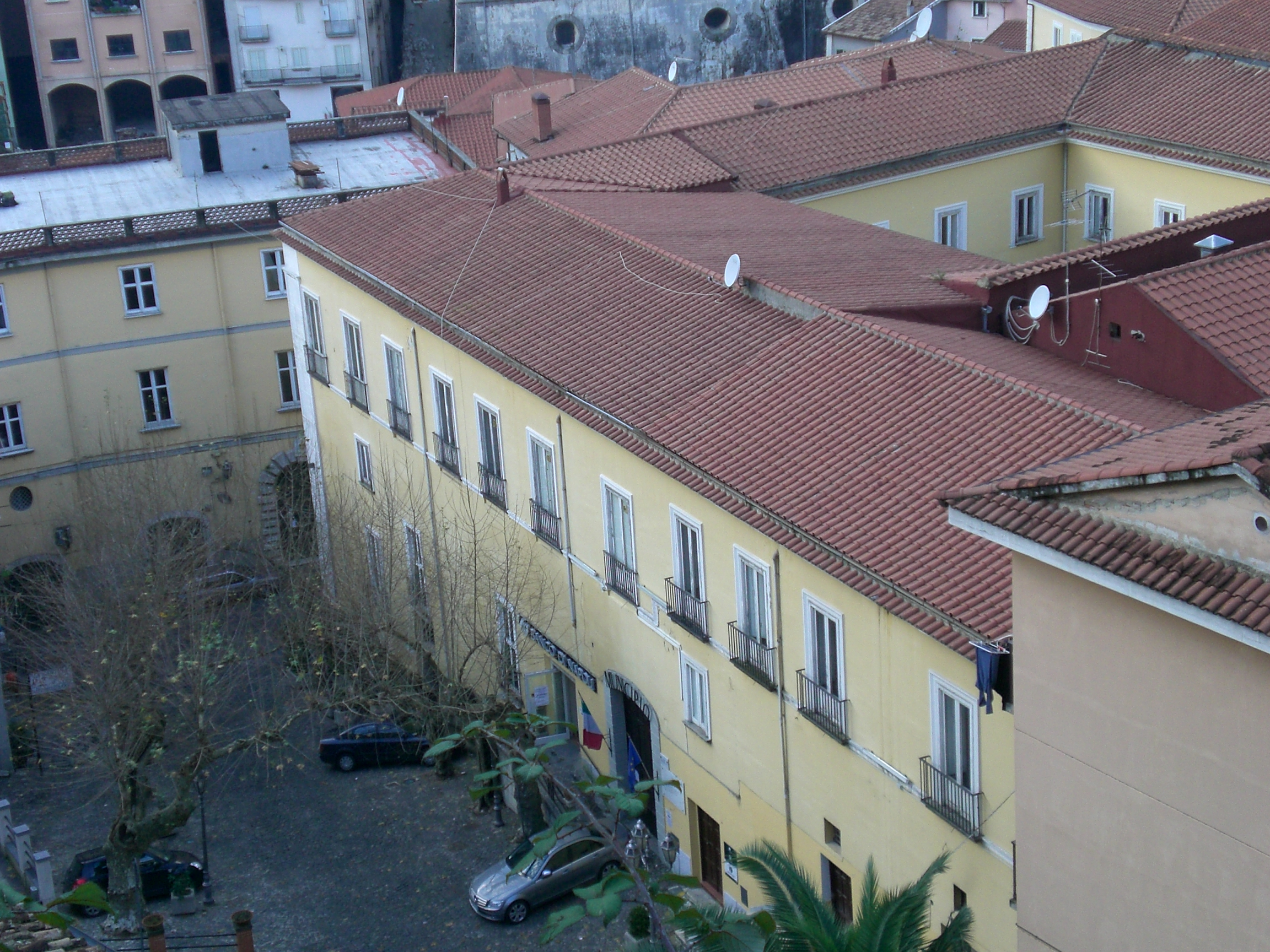
Palazzo di Città in Campagna

Der Palazzo di Città ist ein Palast aus dem 13. Jahrhundert am Largo della Memoria, 1, im Zentrum von Campagna in der italienischen Provinz Kampanien. Dort ist die Stadtverwaltung untergebracht.

## Geschichte
Das ursprüngliche Gebäude ließen die Lehensherrn Del Balzo-D’Apia im 13. Jahrhundert als Residenz errichten. Es bestand aus einem Wohnhaus und einer Kirche. Im 14. Jahrhundert tauschte der Lehensherr Ugo Sanseverino, Graf von Potenza, der das Gebäude als nicht sicher gegen mögliche Angriffe befand, da es am Eingang zur Siedlung lag die Residenz mit den Augustinern, deren Klostergebäude auf dem Felsen des Heiligen Augustinus stand. Um 1580 wurde der ehemalige Adelspalast vollständig umgebaut und diente als Kloster. Die Arbeiten wurden von 21 Familien des örtlichen Adels, von der Stadt und von den Augustinern finanziert; die letzten Veränderungen an dem Gebäude wurden zwischen 1590 und 1618 durchgeführt und betrafen sowohl das Kloster als auch die Kirche Dell'Annunziata (dt.: Mariä Verkündigung).
Im Jahre 1808, nach der Abschaffung der Mönchsorden, wurde das Kloster (ohne die Kirche) durch öffentliche Ämter genutzt und an seine neuen Aufgaben angepasst. Von 1806 bis 1860 war der Palast Sitz der Soprintendenza des Distriktes von Campagna des Königreiches beider Sizilien und von 1861 bis 1927 Sitz der Unterpräfektur des Bezirks Campagna des Königreiches Italien. 1943 wurde die Fassade des Gebäudes bei den Bombardements der Operation Avalanche getroffen, das Eingangsportal wurde zerstört und 177 Personen starben.

## Der Kreuzgang

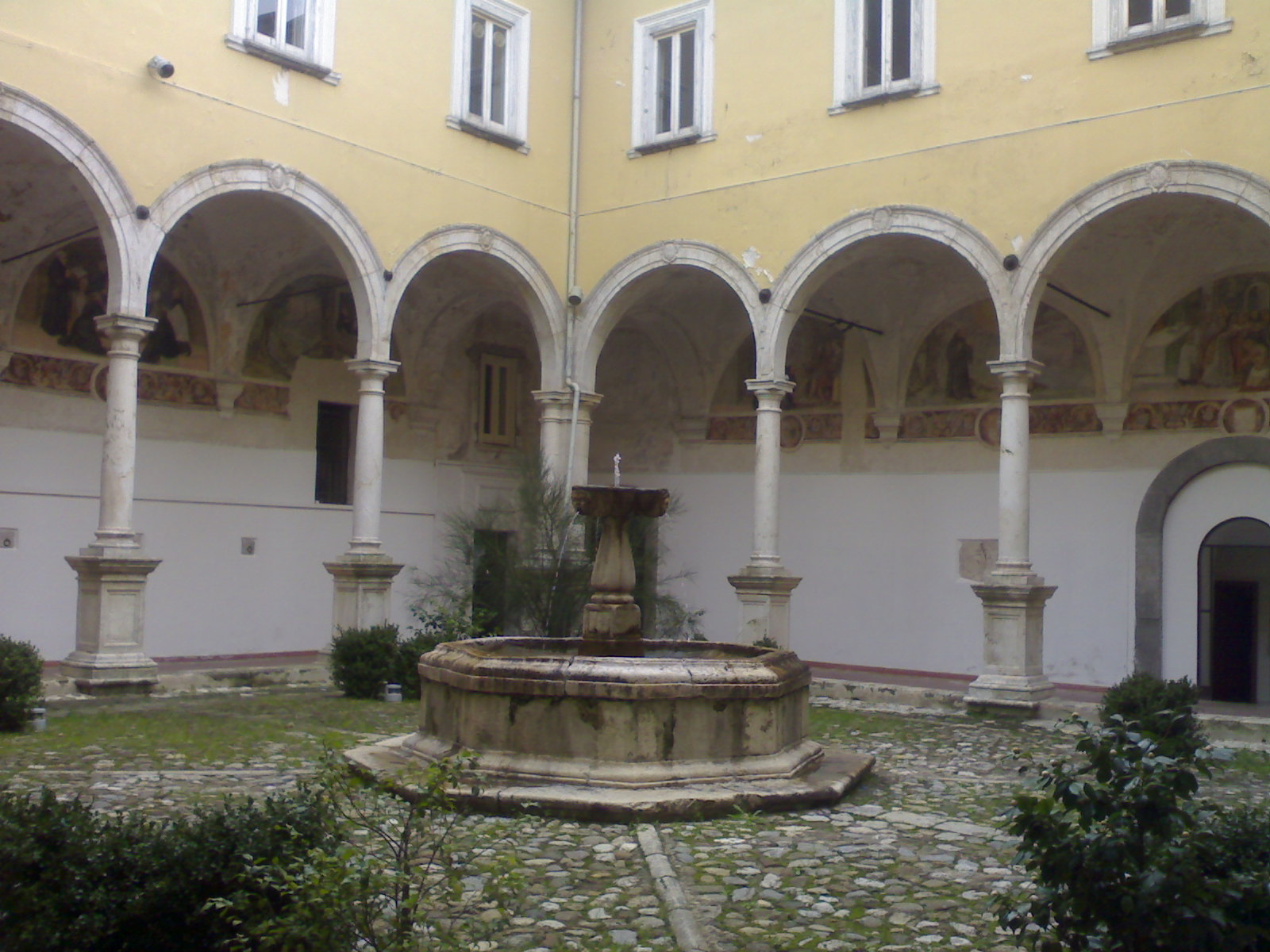
Kreuzgang des Palazzo di Città

Von dem gesamten Gebäude ist der interessanteste Teil der vierseitige Kreuzgang, umgeben von 16 Bögen aus weißem Stein, subtil gefertigt, auf denen 16 Wappen eingemeißelt wurden, und mit einem achteckigen Brunnen in der Mitte, dreiköpfig in den Wasserstrahlen und in den Gewölben der Lünetten ein Freskenzyklus mit Szenen aus dem Leben des Heiligen Augustinus. Vom Kreuzgang aus gelangt man über eine imposante Steintreppe in das obere Geschoss.

### Steintafeln
Im Eingangssaal sind zwei Steintafeln angebracht: Eine erinnert an die Goldmedaille für bürgerliche Tapferkeit, die vom Präsidenten der Republik verliehen wurde, und auf der anderen befindet sich eine Liste der Toten des Bombardements am 17. September 1943.
Vor dem Bombardement befand sich im Eingangsbereich eine Steintafel von 1580, die an die Nutzungsänderung erinnerte.